# Srdjan Bavdek
Srdan (Valentin) Bavdek, slovenski veterinar, * 8. februar 1937, Leskovec pri Krškem, † 28. januar 2019, Cerklje. 

## Življenje in delo
Rodil se je v družini učitelja in po drugi svetovni vojni šolskega ravnatelja v Stražišču pri Kranju Dušana Bavdka. Diplomiral je 1962 na ljubljanski Biotehniški fakulteti in 1967 doktoriral na zagrebški Veterinarski fakulteti. Leta 1982 je bil izvoljen za rednega profesorja veterinarske morfologije na Biotehniški fakulteti v Ljubljani, kjer je bil v letih 1981−1983 tudi dekan. V znanstveno-raziskovalnemu delu se je posvetil raziskavam citologije, histologije in embriologije. Je avtor več učbenikov, objavil pa je tudi več strokovnih in znanstvenih del tako v domači kakor tudi tuji literaturi. Pokopan je v Črnem Vrhu nad Idrijo.